# Bill Richardson
William Blaine ”Bill” Richardson III, född 15 november 1947 i Pasadena, Kalifornien, död 1 september 2023 i Chatham, Massachusetts, var en amerikansk politiker (demokrat). Han var ledamot av representanthuset 1983–1997, FN-ambassadör 1997–1998, energiminister 1998–2001 och guvernör i delstaten New Mexico 2003–2011. Han hade en rad diplomatiska uppdrag bakom sig och besökte i den egenskapen Irak, Kuba och Nordkorea. 
Han nominerades i december 2008 till handelsminister i Barack Obamas regering. Han tillkännagav 4 januari 2009 officiellt att han avböjer uppdraget efter att hans affärsöverenskommelser i New Mexico blivit föremål för en undersökning av federala myndigheter.
Den 21 januari 2007 deklarerade Richardson att han kommer att försöka bli Demokratiska partiets presidentkandidat i valet 2008, men den 10 januari 2008 avbröt han försöket, efter att ha fått väldigt litet väljarstöd i nomineringsvalet i Iowa och i primärvalet i New Hampshire.
Han var guvernör i New Mexico från 2003 till 2011, då han efterträddes av Susana Martinez.